# Stretton en le Field
Stretton en le Field is een civil parish in het bestuurlijke gebied North West Leicestershire, in het Engelse graafschap Leicestershire met 36 inwoners.